# Почётные граждане Армянска
Почётный гражданин города Армянск — почётное звание, присваиваемое жителям городского округа Армянск, а также иным гражданам (последовательно СССР, Украины и Российской Федерации) и иностранным гражданам решением городского совета Армянска.

## Положение о вручении
Звание «Почётный гражданин города Армянска» присваивается за выдающиеся личные заслуги перед громадой города лицам, оставившим особый вклад в истории и жизнедеятельности города, ставшим примером для многих поколений; посвятившим свою жизнь либо свою деятельность городу Армянску для его развития, процветания, сохранения и спасения исторического и культурного наследия города и его жителей.
До 1917 года в Российской империи существовало звание личного и потомственного почётного гражданина дающее принадлежность к соответствующему сословию, которого были удостоены некоторые жители Перекопа и Перекопского уезда Таврической губернии. После Октябрьской революции звание и сословие были упразднены и в настоящее время законодательно не регулируются. Практика присвоения звания была возобновлена в Армянске в 1960-е годы. В настоящем списке в хронологическом порядке представлены все лица, удостоенные звания «Почётный гражданин города Армянска» во времена СССР и Украины. Список содержит информацию о годах жизни, сфере деятельности лиц, а также обоснование присвоения звания, номер и дата принятия решения городского совета.
После присоединения Крыма к Российской Федерации новые награждения пока не производились и Положение о присвоении не утверждено.

## Список почётных граждан Армянска[3]
| Дата присвоения  | Портрет | Имя                           | Годы жизни                        | Род деятельности | Обоснование для присвоения/снятия                       |
| ---------------- | ------- | ----------------------------- | --------------------------------- | --- | ------------------------------------------------------- |
|                  |         | Быстров Петр Тимофеевич       | 9 августа 1907 — 11 сентября 1978 | Директор Крымского завода двуокиси титана им. 50-летия СССР с 1964 по 1971 годы.                                             | За вклад в социально-экономическое развитие города.     |
|                  |         | Корявко Иван Порфирьевич      | 2 сентября 1906 — 16 июня 1980    | Генерал-майор. Герой Советского союза. Участник освобождения г. Армянск в годы ВОВ                                           |                                                         |
|                  |         | Казарцев Александр Игнатьевич | 25 августа 1901 — 16 июня 1985    | Генерал-полковник. Герой Советского союза. Участник освобождения г. Армянск в годы ВОВ.                                      |                                                         |
|                  |         | Кирилин Александр Алексеевич  | 22 июня 1924 — 15 мая 1998        | Полный кавалер Ордена Славы. Участник освобождения г. Армянск в годы ВОВ.                                                    |                                                         |
|                  |         | Симак Виктор Иванович         | 1 октября 1925 - 5 января 2011    | Старший сержант, артиллерист, ветеран 126 Горловской дивизии. Ведущий инженер Южного Машиностроительного завода им. Макарова |                                                         |
|                  |         | Бокун Иван Викторович         | 1 мая 1920 - 13 апреля 1999       | Разведчик, ветеран 387 стрелковой Перекопской дивизии.                                                                       |                                                         |
|                  |         | Степанов Всеволод Николаевич  | род. 26 марта 1931                | Директор Крымского завода двуокиси титана с 1971 по 1977 годы.                                                               | За вклад в социально-экономическое развитие г. Армянск. |
| 13 сентября 2001 |         | Асеев Борис Пахомович         | ? — ноябрь 2008                   | Участник освобождения Крыма в годы ВОВ, житель г. Карачаевск, Российской Федерации                                           |                                                         |
|                  |         | Дмитриев Евгений Иванович     | род. 10 февраля 1947              | Председатель Правления ЗАО «Крымский ТИТАН» с 1999 по 2007 годы.                                                             | За вклад в социально-экономическое развитие г. Армянск. |